# Zombie Land Saga
Zombie Land Saga (jap. ゾンビランドサガ Zonbi Rando Saga) – serial anime wyprodukowany przez studio MAPPA oraz Avex Pictures i Cygames. Japońska emisja rozpoczęła się w październiku i zakończyła w grudniu 2018 roku. Drugi sezon, zatytułowany Zombie Land Saga Revenge, rozpoczął emisję w kwietniu 2021 r i zakończył w czerwcu. Na podstawie serialu powstanie film kinowy.
Na podstawie serialu powstały dwie mangi oraz musical.

## Fabuła
Młoda marząca o zostaniu idolką, dziewczyna o imieniu Sakura Minamoto umiera po zderzeniu z ciężarówką. Dziesięć lat później, ekscentryczny mężczyzna, Kotaro Tatsumi, przywraca ją i sześć innych dziewczyn do życia jako zombie. Jego celem jest spopularyzowanie prefektury Saga poprzez stworzenie słynnej grupy idolek o nazwie Franchouchou.

## Bohaterowie

### Franchouchou
- Sakura Minamoto – Licealistka, która umarła po wypadku z ciężarówką w 2008 r. jako pierwsza odzyskuje świadomość po wskrzeszeniu, ale traci wspomnienia ze swojego życia. W grupie nosi numer 1.

Seiyū: Kaede Hondo 
- Saki Nikaido – Przywódczyni gangu motocyklowego o nazwie Dorami, który niegdyś podbił cały region Kiusiu. Umarła w 1997 w wypadku podczas gry w cykora. Jest liderką grupy i nosi numer 2.

Seiyū: Asami Tano 
- Ai Mizuno – Była liderka grupy Iron Frill. Umarła będąc uderzoną przez piorun podczas koncertu. Nosi numer 3.

Seiyū: Risa Taneda 
- Juno Konno – Popularna idolka z ery Shōwa. Umarła w wypadku samolotowym. Nosi numer 4.

Seiyū: Maki Kawase 
- Yugiri – Oiran z XIX wieku. Umarła podczas buntu w Sadze[9]. Nosi numer 5.

Seiyū: Rika Kinugawa 
- Lily Hoshikawa – Transpłciowa[10] 12-letnia aktorka. Umarła z powodu ataku serca w 2011 roku. Nosi numer 6.

Seiyū: Minami Tanaka 
- Tae Yamada – Jedyna członkini grupy, która jeszcze się nie przebudziła. Z tego powodu niewiele o niej wiadomo. Nosi numer 0.

Seiyū: Kotono Mitsuishi 

### Inni
- Kotaro Tatsumi – Producent grupy, który zebrał wszystkie dziewczyny w celu „uratowania” Sagi. Dzięki swoim umiejętnościom w nakładaniu makijażu potrafi sprawić, aby zombie wyglądały jak ludzie podczas występów.

Seiyū: Mamoru Miyano 
- Romero – Należący do Kotaro pudel, również zombie. Strzeże wejścia do domu, w którym mieszkają dziewczyny.

Seiyū: Yasuhiro Takato 
- Policjant A – Policjant, który przypadkowo często spotyka członkinie Franchouchou.

Seiyū: Hiroyuki Yoshino 

## Muzyka
Ścieżka dźwiękowa do serialu została skomponowana przez Yasuharu Takanashiego i Funta7 oraz zebrana w formie albumu i wydana w 2019 roku.
Franchouchou jest wirtualnym zespołem, który wykonał wiele utworów na potrzeby serialu, w tym motyw początkowy, Adabana Necormancy (徒花ネクロマンシー Adabana Nekuromanshī), oraz końcowy – Hikari e (光へ). Grupa wykonała również motyw początkowy i końcowy dla Revenge – Taiga yo Tomo ni Naite Kure (大河よ共に泣いてくれ) oraz Yume o Te ni, Modoreru Basho mo Nai Hibi o (夢を手に、戻れる場所もない日々を).
Utwory wykonane przez Franchouchou oraz inne z pierwszej serii zostały wydane w formie albumu 27 listopada 2019 roku.